# Jamie Devane
Jamie Devane, född 20 februari 1991, är en kanadensisk professionell ishockeyspelare som spelar för Nashville Predators i NHL. Han har tidigare spelat för Toronto Maple Leafs.
Devane draftades i tredje rundan i 2009 års draft av Toronto Maple Leafs som 68:e spelare totalt.